# Měcholupy (district de Louny)
Pour les articles homonymes, voir Měcholupy.
Měcholupy (en allemand : Michelob) est une commune du district de Louny, dans la région d'Ústí nad Labem, en Tchéquie. Sa population s'élevait à 990 habitants en 2021.

## Géographie
Měcholupy se trouve à 7 km au sud du centre de Žatec, à 22 km au sud-ouest de Louny, à 58 km au sud-ouest d'Ústí nad Labem et à 68 km à l'ouest-nord-ouest de Prague.
La commune est limitée par Žatec au nord, par Holedeč et Deštnice à l'est, par Janov, Svojetín et Děkov au sud, et par Blšany et Libořice à l'ouest.

## Histoire
L'origine de la localité remonte à 1295.

## Administration
La commune se compose de quatre quartiers :
- Měcholupy
- Milošice
- Velká Černoc
- Želeč

## Transports
Par la route, Měcholupy se trouve à 8 km de Žatec, à 25 km de Louny, à 75 km d'Ústí nad Labem et à 78 km de Prague.